# Campo de Chinchilla

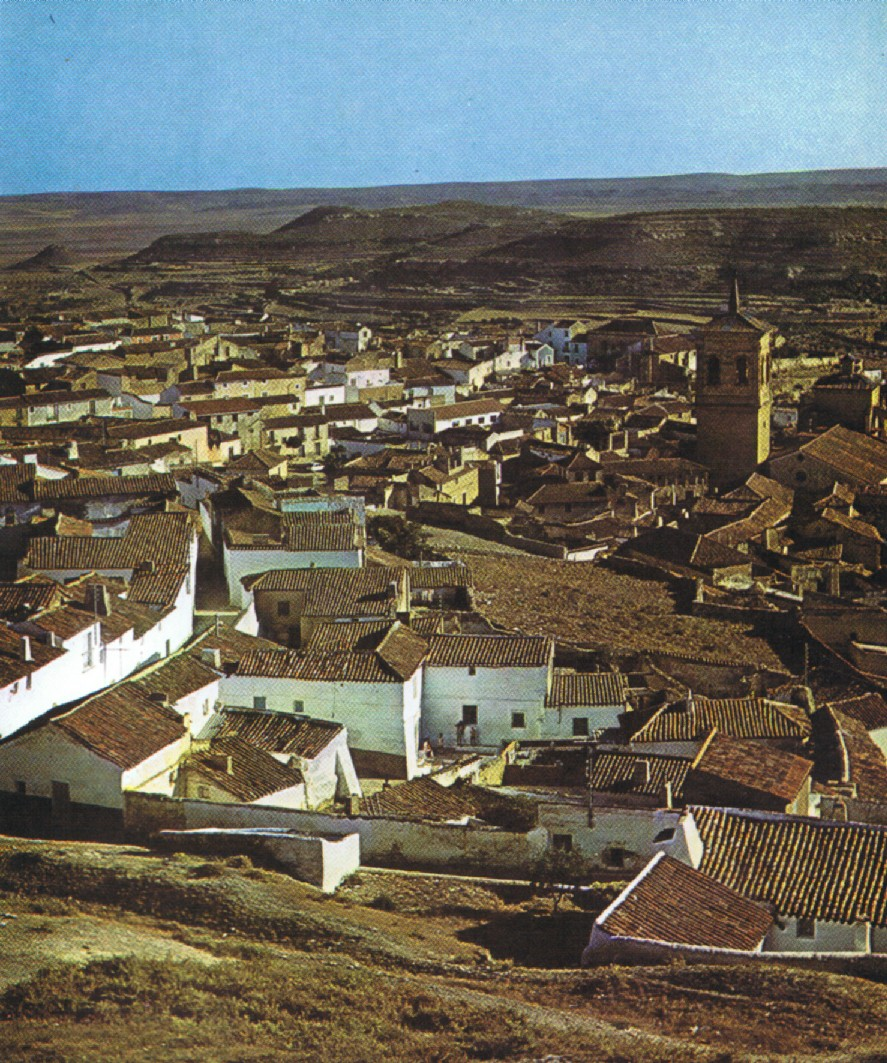
Vista de la ciudad de Chinchilla de Monte-Aragón.

El Campo de Chinchilla es una comarca española, compuesta por las tierras meseteñas del sureste de la antigua Corona de Castilla, fronterizas con el Reino de Valencia. Se identifica con las tierras de la ciudad de Chinchilla de la antigua Mancha de Montearagón
Comprende los municipios actuales de Albacete (1.126 km²), La Gineta (137 km²), Pozo Cañada (117 km²), Higueruela (205 km²), Hoya-Gonzalo (115 km²), Pétrola (75 km²), Corral-Rubio (95 km²), y Chinchilla de Monte-Aragón (680 km²). En total unos 2550 km².
De todos estos, la villa de Chinchilla fue declarada ciudad en 1422. Albacete sólo era una aldea dependiente de ésta villa hasta 1375, por lo que Chinchilla es la capital hístórica y cultural de esta comarca.
La población total es de unos 169.123 Hb. (INE, 2006). Densidad media = 70,0 Hb/km²
Hay que aclarar que parte de esta comarca hoy forma parte de la actual mancomunidad Monte Ibérico-Corredor de Almansa, con el objetivo de recibir los Fondos Estructurales comunitarios FEDER, quedando excluida la capital, Albacete, que gestiona sus propios fondos europeos bajo otro Reglamento (CE) distinto (los Fondos de Cohesión), por ser capital provincial.
El símbolo común en los blasones de esta comarca es una castillo sobre el revolotean, aves o murciélagos.

## El origen del Campo de Chinchilla: El topónimo de La Mancha de Montearagón
A comienzos del siglo XIII, se designaría de forma imprecisa con el nombre de Mancha de Montaragón toda la zona incluida entre el dominio castellano al este de la actual provincia de Ciudad Real, incluidas las Lagunas de Ruidera, hasta los límites que según el Tratado de Cazola corresponderían a la Corona de Aragón, en los rebordes montañosos del oeste de la provincia de Valencia, integrando así un amplio territorio despoblado y meseteño que aún no había sido reconquistado, y que nominalmente pertenecía al reino musulmán de Murcia.
Así, el topónimo Montaragón provendría del hecho de que los castellanos que viajaran hacia Valencia (que ya había sido conquistada por Jaime I de Aragón en 1238) "montaban" (subían) hacia Aragón, al pasar por este territorio, situado a mayor altitud. Se trataría de una evolución similar a la del topónimo que designa a los Altos de Giravalencia, que también designaban el camino hacia ese territorio.
Por lo que el Campo de Chinchilla se restinge actualmente a las tierras de la jurisdicción del antiguo término de la ciudad de Chinchilla.

## El abandono del topónimo
A finales del siglo XV se convirtió en usual la abreviación del topónimo, de Mancha de Montearagón, a Mancha de Aragón, que se hizo muy frecuente en el siglo XVI. De hecho, es este topónimo, "Mancha de Aragón", el que aparece en la novela de Miguel de Cervantes, Don Quijote de La Mancha (de 1605). Sin embargo, este nombre resultaba impropio para un territorio que siempre había pertenecido a Castilla, hecho que, según Pretel Marín, ayuda a desterrar por completo dicho topónimo. De hecho, como él señala, en las Relaciones de los pueblos de España ordenadas por Felipe II, son muy pocos los pueblos de este territorio que utilizan el nombre de la Mancha de Aragón. En su lugar, era mucho más utilizada la demarcación del Marquesado de Villena.